# 26356 Aventini
26356 Aventini este un asteroid din centura principală de asteroizi.

## Descriere
26356 Aventini este un asteroid din centura principală de asteroizi. A fost descoperit pe 26 decembrie 1998 la San Marcello Pistoiese de Luciano Tesi și Andrea Boattini. Asteroidul prezintă o orbită caracterizată de o semiaxă mare de 2,73 ua, o excentricitate de 0,21 și o înclinație de 17,7° în raport cu ecliptica.